# Helen Beebe
Helen Louise Hulick Beebe (* 27. Dezember 1908 in Easton, Northampton County, Pennsylvania; † 18. März 1989 ebenda) war eine amerikanische Pädagogin und Pionierin der auditiv-verbalen Erziehung.

## Leben
Helen Hulick wuchs in Easton auf, wo sie den größten Teil ihres Lebens verbrachte. Sie besuchte von 1927 bis 1929 das Wellesley College und Promovierte 1930 an der Clarke School for the Deaf in Northampton (Massachusetts). Sie unterrichtete in Gehörlosenschulen in Oregon und Kalifornien, bevor sie 1942 an die Ostküste zurückkehrte. 1938 sorgte sie für Schlagzeilen, weil sie als Zeugin vor Gericht und als Frau Hosen trug und deswegen ins Gefängnis musste.
1942 zog sie nach New York, wo sie bei dem Wiener Logopäden und Individualpsychologen Emil Fröschels studierte und die unisensorische Methode kennenlernte. Deren Anfänge gehen auf den Wiener HNO-Arzt Viktor Urbantschitsch zurück, bei dem Fröschels arbeitete. Das war der Beginn einer zwanzigjährigen Zusammenarbeit mit Fröschels. Sie arbeitete Seite an Seite mit Fröschels und nach seinem Tod 1972 fuhr sie fort, seine Technik, die heute als auditiv-verbaler Ansatz bekannt ist, weiterzuentwickeln und zu verbreiten, Gleichzeitig studierte sie Logopädie an der Columbia University.
Sie gründete 1944 ihre Easton Praxis, das spätere Helen Beebe Speech and Hearing Center, und amtete während vierzig Jahren als dessen Direktorin. 1950 konnte sie ihre Philosophie auf dem Kongress der International Association of Logopedics and Phoniatrics (IALP) in Amsterdam vorstellen.
1972 wurde die Larry Jarret Memorial Stiftung von einer kleinen Gruppe von Eltern ihrer Schüler gegründet, um Helen Beebes Methode des unisensorischen Trainings zu verbreiten, um dieses Training allen hörgeschädigten Kindern zugänglich zu machen. Helen Beebe schenkte 1978 ihre Privatpraxis der Stiftung. Später wurde daraus das Helen Beebe Speech and Hearing Center, eine gemeinnützige Non-Profit-Organisation. Dort wurde niemand abgewiesen, weil er kein Geld für das Training hatte.
In den frühen 1980er Jahren wurde ein neues Gebäude bezogen, das die Klinik und das Larry Jarret House umfasste, wo den Eltern beigebracht wurde, wie sie die Methode zu Hause anwenden konnten. Viele Familien kamen von Europa und Südamerika für ein einwöchiges Intensivtraining.
Sie war in verschiedenen Fachgruppierungen aktiv und war unter anderem Ehrenmitglied der American Speech and Hearing Association. Sie war Mitbegründerin und erste Präsidentin des Auditory-Verbal International (AVI) (seit 2005 AG Bell Academy for Listening and Spoken Language), einer Gruppierung, die den auditiv-verbalen Ansatz für Hören und Sprechen förderte und weltweit Lehrer ausbildet. Sie war Verwaltungsratsmitglied der Alexander Graham Bell Association for the Deaf und der Foundation for Children’s Hearing, Education and Research.
Helen Beebe arbeitete als Therapeutin, Lehrerin und Beraterin bis kurz vor ihrem Tode.

## Werk
Beebe wurde mit der Anwendung und Weiterentwicklung der Methoden ihres Mentors Emil Fröschels bei gehörlosen Kindern zur Pionierin des „unisensorischen Ansatzes“, der heute als auditiv-verbaler Ansatz bekannt ist. Sie schrieb unzählige Zeitungsartikel und verbreitete ihr Wissen und ihre Erfahrungen mittels Vorlesungen und Vorträgen in der ganzen Welt. Von Fröschels erlernte sie auch die Kaumethode (Chewing Approach) für Sprachprobleme, Stottern usw.
Sie war der festen Überzeugung, dass gehörlose Kinder mit ihrem Restgehör – unabhängig wie wenig es war – eine Lautsprache mit natürlicher Intonation entwickeln. Ihre Erwartungen an die Kinder waren sehr hoch und sie hatte noch Hoffnung, wenn niemand sonst sie mehr hatte.
In ihrem Buch A Guide to Help the Severely Hard of Hearing Child schrieb sie 1953: Zu Hause und in der Therapie sollte das Lippenlesen so gut wie möglich vermieden werden. Sonst würde das Kind vom Lippenlesen abhängig und sein Gehör nicht gebrauchen.
Sie startete ihre Praxis für gehörlose Kinder zu Hause mit einer einzigen Schülerin, Mardie Crannell Younglof, die von Geburt an gehörlos war und eines der ersten am Körper tragbaren Miniatur-Elektronenröhre-Hörgeräte (vacuum-tube hearing aid), die in den frühen 1940er Jahren auf den Markt kamen, trug. Vorher hatte die Mutter über einen Gummischlauch, an dem an einem Ende ein Trichter und am anderen Ohrstöpsel befestigt waren, den ganzen Tag mit ihrer Tochter gesprochen.
Beebe führte für jedes Kind ein Tagebuch (Experience Book), in das auch die Eltern ihre Eintragungen machten. So konnte sie sich auch bei Eltern, die aus der ganzen Welt kamen, sehr rasch ein Bild machen, was das Kind benötigte und was die Eltern, um ihrem Kind zu helfen. Jedes Kind kam mit seinem Tagebuch zur Therapie, anhand dessen sie sehen konnte, was das Kind seit der letzten Therapiestunde zu Hause gelernt hatte.
Eine weitere Pioniertat war, dass sie junge Lehrer in ihr Therapiezentrum einlud, wo sie etwa fünfzig Schüler vom Baby bis zum Teenager unterrichteten. Die Schüler hatten zwei Mal pro Woche eine Einzeltherapie, was ihnen ermöglichte, die Regelschule mit ihren hörenden Gleichaltrigen zu besuchen.
Beebe entwickelte eine Methode weiter, die von Alexander Graham Bell eingeführt wurde, indem ein gehörloses Kind mit zwei Hörgeräten ausgerüstet wurde. So konnte es durch den maximalen Gebrauch der Hörgeräte die Sprache über das Gehör erlernen, bevor es von der Gebärdensprache oder dem Lippenlesen oder visuellen Signalen abhängig wurde.
In einem Interview erklärte 1983 einer ihrer ehemaligen gehörlosen Schüler, David Davis, er hätte seinen Harvard University Abschluss nur machen können, weil er in Beebes Center schon als kleines Kind lernen konnte. Sie habe ihn gelehrt, wie man Töne unterscheide und auf sie antworte. Es sei mehr ein mentaler Prozess gewesen, der Logik und rationales Denken beinhalte. Er habe die Sprache mit einem kleinen Schritt nach dem anderen gelernt.

## Ehrungen
- 1983 Erwähnung im Buch Pennsylvania Women in History: Our Hidden Heritage[5]
- 1985 wurde ihr vom Lafayette College der Ehrendoktor für Humanwissenschaften für ihr Lebenswerk als Lehrerin, Wissenschaftlerin und Pionierin der auditiv-verbalen Therapie verliehen.[6]
- 1986 wurde ihr Werk im Buch Sound Waves von David Colley gewürdigt, welches von ihrem Unterricht und der Erfahrungen einer Familie und ihrer gehörlosen Tochter handelt.
- 1988 erhielt sie den höchsten Auszeichnung der Alexander Graham Bell Association for the Deaf.

## Veröffentlichungen (Auswahl)
- A Guide to Help the Severely Hard of Hearing Child, Verlag S.Karger Dezember 1953, ISBN 3-8055-1759-9.
- with Deso A. Weiss: The Chewing Approach in speech and voice therapy. Verlag Karger Basel; New York 1951